# المثل السائر فی ادب الکاتب و الشاعر
المثل السائر فی ادب الکاتب و الشاعر، مشهورترین اثر ضیاءالدین بن اثیر جزری است و در بیش‌تر منابع از وی به عنوان «صاحب المثل السائر» یاد می‌کنند.

## موضوع و محتوا
موضوع کتاب، بیان اسرار الفاظ و معانی و تفصیل انواع آنهاست و مؤلف غالباً بخشهایی از رسائل خود را به عنوان الگوی منتخب کتابت می‌آورد. ابن خلکان دربارهٔ این کتاب می‌گوید: 
هر آنچه به فن کتابت مرتبط بوده‌است در آن جمع‌آوری شده‌است.
جایگاه این کتاب برای نظم و نثر به منزله اصول فقه برای استنباط ادله احکام است و مصنف در این کتاب به جوینده روشی را که به وسیله آن هنر نویسندگی و شاعری اتقان می‌یابد، آموزش می‌دهد. کتاب بر یک مقدمه و ده مقاله استوار گشته‌است. مقدمه مشتمل بر اصول علم بیان است و در ده فصل نگارش یافته‌است. مقاله اولی در صناعت لفظی است که در دو بخش الفاظ مفرده و مرکبه تنظیم گشته و مقاله دوم در صناعت معنوی است و مشتمل بر انواع استعاره و تشبیه و تجرید می‌باشد.

## نقد و ردّیه
این کتاب پیوسته مورد توجه بوده‌است. شهرت فوق العاده آن، شاید اولاً به سبب تدریس آن توسط مؤلف در موصل و بغداد، ثانیاً به جهت جنبه تعلیمی آن باشد. سبک خاص نگارش و بیان ابن اثیر را نیز نباید نادیده گرفت.

این کتاب، ابن ابی الحدید را چنان برانگیخت که در مدت ۱۳ یا ۱۵ روز، کتاب الفلک الدائر علی المثل السائر را در ردّ آن نوشت و آن را بی‌آنکه بازخوانی کند، شتابزده تقدیم کتابخانه مستنصریه بغداد کرد. وی در مقدمه این کتاب به بیان برخی ایرادات این کتاب می‌پردازد و می‌گوید: 
در این کتاب پسندیده و مقبول و ناپسند و مردود را یافتم، اما آنچه پسندید بود انشاء و هنر مؤلف بود، که هیچ ایرادی ندارد، جز در موارد اندک، اما مواردی که ناپسند و ناپذیرفتنی است جدلیات و نظریه‌ها و احتجاجاتی است که مؤلف بیان می‌کند، چرا که مؤلف در اکثر موارد چیز درخور توجّهی بیان نکرده که قابل اعتماد باشد. از جمله عیوبی که در این کتاب می‌توان دید یکی عیب جویی و طعن مؤلف نسبت به فضلاء است که این امر باعث می‌شود شخص منصف نسبت به ایشان غیرت ورزیده و در مقام دفاع از آنان برآید. از جمله عیوب دیگر می‌توان به خودستایی مؤلف اشاره کرد، عیبی که عمل انسان را از بین می‌برد و باعث خشم خداوند و بندگان می‌شود.

دیگر اینکه در موارد زیادی از کتاب خود به سرزنش روزگار می‌پردازد چرا که روزگار در حدّ استحقاقش امکانات در اختیارش قرار نداده‌است و حال آنکه روزی بین بندگان قسمت شده‌است که فضل آن را جلب و نه نقص آن را رد می‌کند.
اما این اقدام ابن ابی الحدید، برخلاف آنچه وی با نامگذاری کنایت‌آمیز رویه‌اش آرزو کرده بود باعث گردید که از آن زمان تاکنون کتاب‌های متعددی در تأیید و ردّ المثل السائر نوشته شود و موجب جاودانگی آن گردد.

## نسخه‌شناسی
این کتاب در ۵۰۸ صفحه در ۱۲۸۲ ق در چاپخانه بولاق در مصر با تصحیح محمد الصباغ به طبع رسید. محقق کتاب علاوه بر این، از قسمتی از یک نسخه خطی که توسط ابو المکارم بن منصور البادشنای الموصلی در ماه جمادی‌الاولی سال ۶۲۲ ق نوشته شده‌است نام می‌برد و نیز از نسخه خطی دیگری که نگارش آن در جمادی‌الثانی ۱۰۹۳ پایان یافته‌است، نام می‌برد. این نسخه از نسخه‌ای که احمد بن علی بن محمد بن علی بن محمد بن علی بن مهران القونیسی آن را کتابت کرده‌است، نقل شده‌است.